# Torneo scacchistico di Tilburg
Il torneo scacchistico di Tilburg si è svolto annualmente nella città olandese di Tilburg dal 1977 al 1994 (sponsorizzati dalla società assicurativa Interpolis)  e dal 1996 al 1998 (sponsorizzati dalla società Fontys).
I primi 18 tornei, dal 1977 al 1994, erano noti come "Tilburg Interpolis Chess Tournament".

## Vincitori
- La tabella comprende i tornei sponsorizzati dalla società Fontys (1996-1998).

| #  | Anno | Vincitore                               | Paese                         |
| -- | ---- | --------------------------------------- | ----------------------------- |
| 1  | 1977 | Anatolij Karpov                         | Russia                        |
| 2  | 1978 | Lajos Portisch                          | Ungheria                      |
| 3  | 1979 | Anatolij Karpov                         | Russia                        |
| 4  | 1980 | Anatolij Karpov                         | Russia                        |
| 5  | 1981 | Oleksandr Beljavs'kyj                   | Ucraina                       |
| 6  | 1982 | Anatolij Karpov                         | Russia                        |
| 7  | 1983 | Anatolij Karpov                         | Russia                        |
| 8  | 1984 | Tony Miles                              | Inghilterra                   |
| 9  | 1985 | Tony Miles Robert Hübner Viktor Korčnoj | Inghilterra Germania Svizzera |
| 10 | 1986 | Oleksandr Beljavs'kyj                   | Ucraina                       |
| 11 | 1987 | Jan Timman                              | Paesi Bassi                   |
| 12 | 1988 | Anatolij Karpov                         | Russia                        |
| 13 | 1989 | Garri Kasparov                          | Russia                        |
| 14 | 1990 | Vasyl' Ivančuk Gata Kamskij             | Ucraina Stati Uniti           |
| 15 | 1991 | Garri Kasparov                          | Russia                        |
| 16 | 1992 | Michael Adams                           | Inghilterra                   |
| 17 | 1993 | Anatolij Karpov                         | Russia                        |
| 18 | 1994 | Valerij Salov                           | Russia                        |
| 1  | 1996 | Boris Gelfand Jeroen Piket              | Israele Paesi Bassi           |
| 2  | 1997 | Pëtr Svidler                            | Russia                        |
| 3  | 1998 | Viswanathan Anand                       | India                         |